# Handmade Heaven
"Handmade Heaven" é uma canção da cantora galesa Marina, anteriormente conhecida por Marina and the Diamonds. Foi lançada em 8 de fevereiro de 2019 como primeiro single do seu quarto álbum de estúdio Love + Fear (2019). A canção foi escrita pela interprete com a produção de Joel Little.

## Composição
"Handmade Heaven" é uma canção influenciada pelo pop e electro, com duração de três minutos e vinte e nove segundos. Katherine Gillespie, da revista Paper, comparou a canção com os trabalhos da cantora Lana Del Rey e ao álbum Ray of Light, da cantora Madonna. Pranav Trewn, da revista Consequences of Sound, comparou a canção com as música da cantora Lorde. Em relação á letra, Marina fala sobre encontrar um paraíso intocável.

## Vídeo musical
O vídeo musical foi lançado em 9 de fevereiro de 2019. Dirigido por Sophie Muller e filmado em Tallinn, na Estónia.

## Faixas e formatos
| Download digital e streaming |                   |         |  |
| N.º                          | Título            | Duração |  |
| 1.                           | "Handmade Heaven" | 3:29    |  |

## Créditos
Adaptados do serviço Tidal
- Marina: composição, vocalista principal
- Joel Little: produção, engenharia, percussão, teclados, programação
- Dan Grech-Marguerat: mixagem
- Dave Kutch: masterização

## Histórico de lançamento
| Região | Data                   | Formato(s)                  | Gravadora        |
| ------ | ---------------------- | --------------------------- | ---------------- |
| Mundo  | 8 de fevereiro de 2019 | Download digital, streaming | Atlantic Records |